# Vivy: Fluorite Eye's Song
Vivy: Fluorite Eye's Song (ヴィヴィ：フローライト・アイズ・ソング?, Vivi: Furōraito Aizu Songu) è una serie televisiva anime scritta da Eiji Umehara e Tappei Nagatsuki e diretta da Shinpei Ezaki. La serie è stata prodotta da Wit Studio ed è andata in onda dal 3 aprile al 19 giugno 2021.

## Trama
Nel 2056 lo sviluppo tecnologico consente la realizzazione di androidi dotati di intelligenza artificiale. Essi vengono chiamati più semplicemente "intelligenze artificiali" e ciascuna di loro deve adempiere ad una specifica missione, ovvero lo scopo con cui sono state programmate.
Vivy è un'intelligenza artificiale con la missione di portare la felicita attraverso le sue canzoni, ella infatti lavora come cantante al parco di NiaLand. Un giorno riceve la visita inaspettata di Matsumoto, un'intelligenza artificiale proveniente da 100 anni nel futuro. Matsumoto deve convincere Vivy a collaborare con lui al Progetto Singolarità, che consiste nel prevenire una ribellione delle IA ai danni dell'umanità. Vivy accetta dopo tante esitazioni, convinta dal fatto che il successo del Progetto Singolarità è necessario per quello della sua missione.

## Personaggi
Vivy (ヴィヴィ?, Vivi) / Diva (ディーヴァ?, Dīva)
Doppiata da: Atsumi Tanezaki (dialoghi), Kairi Yagi (canto)
Matsumoto (マツモト?)
Doppiato da: Jun Fukuyama

### IA
Estella (エステラ?, Esutera)
Doppiata da: Yōko Hikasa (dialoghi), Licca (canto)
Elizabeth (エリザベス?, Erizabesu)
Doppiata da: Yumi Uchiyama (dialoghi), Noa (canto)
Grace (グレイス?, Gureisu)
Doppiata da: Satomi Akesaka (dialoghi), Hikari Kodama (canto)
Ophelia (オフィーリア?, Ofīria)
Doppiata da: Rina Hidaka (dialoghi), acane_madder (canto)
Navi (ナビ?, Nabi)
Doppiata da: Asuna Tomari
Archivio (アーカイブ?, Ākaibu)
Doppiato da: Sayaka Ōhara
Leclerc (ルクレール?, Rukurēru)
Doppiata da: Aya Yamane
M (エム?, Emu) / M00205
Doppiato da: Jun Fukushima
Antonio (アントニオ?)
Doppiato da: Rikiya Koyama

### Esseri umani
Momoka Kirishima (霧島モモカ?, Kirishima Momoka)
Doppiata da: Miyu Tomita
Youichi Aikawa (相川ヨウイチ?, Aikawa Youichi)
Doppiato da: Masayuki Katou
Dr. Matsumoto (松本博士?, Matsumoto-hakase) / Osamu Matsumoto (松本修?, Matsumoto Osamu)
Doppiato da: Takehito Koyasu (adulto), Mikako Komatsu (ragazzo)
Yugo Kakitani (垣谷ユウゴ?, Kakitani Yūgo)
Doppiato da: Tarusuke Shingaki
Yuzuka Kirishima (霧島ユズカ?, Kirishima Yuzuka)
Doppiata da: Konomi Kohara
Tatsuya Saeki (冴木タツヤ / 冴木達也?, Saeki Tatsuya)
Doppiato da: Kenshou Ono (adulto), Mutsumi Tamura (ragazzo)
Yui Kakitani (垣谷ユウゴ?, Kakitani Yui)
Doppiata da: Ayaka Asai

## Episodi
| Nº | Titolo italiano (traduzione letterale) Giapponese 「Kanji」 - Rōmaji | In onda        | In onda |
| Nº | Titolo italiano (traduzione letterale) Giapponese 「Kanji」 - Rōmaji | Giapponese     |         |
| 1  | My code - Trasmettere la felicità attraverso le mie canzoni 「My Code -歌でみんなを幸せにするために-」 - Mai kōdo -Uta de minna o shiawase ni suru tame ni-                             | 3 aprile 2021  |         |
| 2  | Quarter Note - L'inizio del viaggio dei 100 anni 「Quarter Note -百年の旅の始まり-」 - Kwōtā nōto -Hyaku-nen no tabi no hajimari-                                                       | 4 aprile 2021  |         |
| 3  | A Tender Moon Tempo - Chiacchierata con le stelle 「A Tender Moon Tempo -星たちとの歓談-」 - Ē tendā mūn tenpo -Hoshi-tachi to no kandan-                                               | 10 aprile 2021 |         |
| 4  | Ensemble for Polaris - La nostra promessa 「Ensemble for Polaris -私たちの約束-」 - Ansanburu fō porarisu -Watashitachi no yakusoku-                                                    | 17 aprile 2021 |         |
| 5  | Sing My Pleasure - Ti farò sorridere 「Sing My Pleasure -あなたを笑顔に-」 - Shingu mai purejā -Anata o egao ni-                                                                        | 24 aprile 2021 |         |
| 6  | Sing My Pleasure - Ti amo 「Sing My Pleasure -あなたを愛する-」 - Shingu Mai purejā -Anata o aisuru-                                                                                    | 1º maggio 2021 |         |
| 7  | Galaxy Anthem - Trasmettere la felicità attraverso le mie canzoni 「Galaxy Anthem -歌でみんなを幸せにするために-」 - Gyarakushī ansemu -Uta de minna o shiawase ni suru tame ni-        | 8 maggio 2021  |         |
| 8  | Elegy Dedicated With Love - Il mio solo e unico partner 「Elegy Dedicated With Love -たった一人の大切なパートナー-」 - Erejī dedikeitido wizu rabu -Tatta hitori no taisetsu na pātonā- | 15 maggio 2021 |         |
| 9  | Harmony of One's Heart - La mia missione, il tuo futuro 「Harmony of One's Heart -私の使命、あなたの未来-」 - Hāmonī obu wanzu hāto -Watashi no shimei, anata no mirai-                 | 22 maggio 2021 |         |
| 10 | Vivy Score - Cantare con tutto il cuore 「Vivy Score -心を込めて歌うということ-」 - Vivi sukoa -Kokoro o komete utau to iu koto-                                                        | 29 maggio 2021 |         |
| 11 | World's End Modulation - 11 Aprile 2161 「World's End Modulation -西暦2161年4月11日-」 - Wāruzu endo mojurēshon -Seireki nisen hyaku rokujūichi shigatsu jūichi nichi-                  | 5 giugno 2021  |         |
| 12 | Refrain - La mia missione 「Refrain -私の使命-」 - Rifurein -Watashi no shimei- | 12 giugno 2021 |         |
| 13 | Fluorite Eye's Song 「Fluorite Eye's Song」 - Furōraito aizu songu | 19 giugno 2021 |         |

## Colonna sonora
La musica per la serie è composta dai membri del team creativo MONACA composto da Satoru Kōsaki, Ryuichi Takada, Keigo Hoashi e Kakeru Ishihama, mentre i testi sono scritti da Natsumi Tadano. La sigla di apertura Sing My Pleasure, composta da Satoru Kōsaki, è cantata da Kairi Yagi e la sigla di chiusura consiste in un brano strumentale intitolato Ending Theme.
Le altre canzoni della serie sono:
- Happy Together composta da Kakeru Ishihama e cantata da Miya Kotuki (ep. 1)[6]
- My Code composta da Satoru Kōsaki e cantata da Kairi Yagi (ep. 1)[7]
- A Tender Moon Tempo composta da Keita Inoue, arrangiata da Satoru Kōsaki e cantata da Kairi Yagi (sigla di apertura dell'ep. 3)[8]
- Ensemble for Polaris composta da Ryuichi Takada e usata come sigla di chiusura degli episodi 3 e 4. Nel terzo episodio è cantata da Licca, nel quarto da Licca e Noa[9]
- Sing My Pleasure (Grace Ver.) composta da Satoru Kōsaki e cantata da Hikari Codama (ep. 6)[10]
- Galaxy Anthem composta da Satoru Kōsaki, arrangiata da Ryuichi Takada e cantata da Kairi Yagi (ep. 7)[11]
- Elegy Dedicated With Love composta da Keiichi Hirokawa e cantata da acane_madder (epp. 7-8)[12]
- Harmony of One's Heart composta da Satoru Kōsaki, arrangiata da Kakeru Ishihama e cantata da Kairi Yagi (ep. 9)[13]
- Fluorite Eye's Song composta da Satoru Kōsaki e cantata da Kairi Yagi (ep. 13)[14]

È stata realizzata anche una image song dedicata a Vivy e cantata dalla sua doppiatrice, intitolata Happiness.